# Weżen (schronisko)
Weżen (bułg. Вежен) – schronisko turystyczne w Starej Płaninie w Bułgarii.

## Opis i położenie
Położone jest koło rezerwatu Cariczina, na północnych stokach Weżenu (2198 m n.p.m.). Jest to kompleks dwóch murowanych budynków i 12 drewnianych domków o całkowitej pojemności 140 miejsc. Jest kuchnia turystyczna i jadalnia. Budynki mają dostęp do wody bieżącej, prądu i są ogrzewane piecami. Domki maja prąd, lecz brak węzłów sanitarnych. Domki te używane są w sezonie letnim. Do schroniska dociera się drogą szutrową z Ribaricy – 17 km.
Sąsiednie obiekty turystyczne:
- schronisko Momina polana – 6,30 godz.
- schronisko Benkowski (przez Suwatski doł) – 2,30 godz., a grzbietem – 3,30 godz.
- opuszczone schronisko Płaninski izwori (Górskie Źródła) – 6 godz.
- schronisko Echo – 3 godz.
- schronisko Kozja stena – 5 godz.
- Weżen – 1,30 godz.

Szlaki są znakowane.
Punkty wyjściowe:
- Ribarica – 4,30 godz.
- Anton – 7,30 godz. grzbietem przez szczyt Pypa
- dworzec Kopriwsztica – 6,30 godz. (przez Wyrtopę)
- Klisura – 7 godz.

Wszystkie szlaki są znakowane.